# Komando Daerah Militer

Territoriale Aufteilung Indonesiens in Militärkommandos (Kodam)

Komando Daerah Militer (kurz Kodam, früher KDM) ist die Bezeichnung eines regionalen Militärkommandos der Streitkräfte Indonesiens. Von hier aus werden regionale Operationen geführt und der Aufbau der Streitkräfte gesteuert. Der Kommandeur eines Kodam (Pagdam) hat normalerweise den Rang eines Generalmajors inne.
Ein Kodam umfasst oft mehrere administrative Provinzen Indonesiens. Dieser unterteilt sich in Militärbezirke (Komando Distrik Militer, Korem), die meist auf Provinzebene angesiedelt sind. Diese wiederum werden in Militärdistrikte (Komando Resor Militer, Korem) unterteilt, analog zu den administrativen Regierungsbezirken (Kabupaten). Ihnen unterstehen die (Komando Rayon Militer, Koramil), entsprechend den administrativen Distrikten (Kecamatan). Die unterste territoriale Militärebene bilden die Unteroffiziere für Dorfentwicklung (Bintara Pembina Desa, Babinsa).

## Liste
Die Kodam tragen jeweils eine Nummerierung in Römische Zahlen und einen eigenen Namen. Durch verschiedene Reformen änderten sich immer wieder die Nummern, die Militärregionen behielten aber jeweils ihre Namen.
| Wappen                           | Name (ehemalige kursiv)                        | Regionen           | Sitz           | Bemerkungen                                              |
| -------------------------------- | ---------------------------------------------- | ------------------ | -------------- | -------------------------------------------------------- |
|                                  | Komando Daerah Militer I/Bukit Barisan         | Sumatra Utara      | Medan          |                                                          |
| Sumatra Barat                    | Komando Daerah Militer I/Bukit Barisan         |                    | Medan          |                                                          |
|                                  | Komando Daerah Militer II/Sriwijaya            | Jambi              | Palembang      |                                                          |
| Sumatra Selatan                  | Komando Daerah Militer II/Sriwijaya            |                    | Palembang      |                                                          |
| Bangka-Belitung                  | Komando Daerah Militer II/Sriwijaya            |                    | Palembang      |                                                          |
|                                  | Komando Daerah Militer III/Siliwangi           | Banten             | Bandung        | ehemals: Komando Daerah Militer VI/Siliwangi             |
| Jawa Barat                       | Komando Daerah Militer III/Siliwangi           |                    | Bandung        | ehemals: Komando Daerah Militer VI/Siliwangi             |
|                                  | Komando Daerah Militer IV/Diponegoro           | Jawa Tengah        | Semarang       |                                                          |
| Yogyakarta                       | Komando Daerah Militer IV/Diponegoro           |                    | Semarang       |                                                          |
|                                  | Komando Daerah Militer V/Brawijaya             | Jawa Timur         | Surabaya       |                                                          |
|                                  | Komando Daerah Militer VI/Mulawarman           | Kalimantan Utara   | Balikpapan     |                                                          |
| Kalimantan Timur                 | Komando Daerah Militer VI/Mulawarman           |                    | Balikpapan     |                                                          |
| Nusantara                        | Komando Daerah Militer VI/Mulawarman           |                    | Balikpapan     |                                                          |
|                                  | Komando Daerah Militer VII/Trikora             | Irian Jaya         |                | aufgelöst                                                |
| Molukken                         | Komando Daerah Militer VII/Trikora             |                    |                | aufgelöst                                                |
|                                  | Komando Daerah Militer IX/Udayana              | Bali               | Denpasar       | bis 12. Februar 1985: Komando Daerah Militer XVI/Udayana |
| Nusa Tenggara Barat              | Komando Daerah Militer IX/Udayana              |                    | Denpasar       | bis 12. Februar 1985: Komando Daerah Militer XVI/Udayana |
| Nusa Tenggara Timur              | Komando Daerah Militer IX/Udayana              |                    | Denpasar       | bis 12. Februar 1985: Komando Daerah Militer XVI/Udayana |
| bis 1999: Timor Timur (Osttimor) | Komando Daerah Militer IX/Udayana              |                    | Denpasar       | bis 12. Februar 1985: Komando Daerah Militer XVI/Udayana |
|                                  | Komando Daerah Militer XII/Tanjungpura         | Kalimantan Barat   | Kubu Raya      |                                                          |
|                                  | Komando Daerah Militer XIII/Merdeka            | Sulawesi Utara     | Manado         |                                                          |
| Gorontalo                        | Komando Daerah Militer XIII/Merdeka            |                    | Manado         |                                                          |
|                                  | Komando Daerah Militer XIV/Hasanuddin          | Sulawesi Tenggara  | Makassar       |                                                          |
| Sulawesi Selatan                 | Komando Daerah Militer XIV/Hasanuddin          |                    | Makassar       |                                                          |
|                                  | Komando Daerah Militer XVI/Pattimura           | Maluku             | Ambon          | ehemals: Komando Daerah Militer XV/Pattimura             |
| Maluku Utara                     | Komando Daerah Militer XVI/Pattimura           |                    | Ambon          | ehemals: Komando Daerah Militer XV/Pattimura             |
|                                  | Komando Daerah Militer XVII/Cenderawasih       | Papua Tengah       | Jayapura       |                                                          |
| Papua                            | Komando Daerah Militer XVII/Cenderawasih       |                    | Jayapura       |                                                          |
| Papua Pegunungan                 | Komando Daerah Militer XVII/Cenderawasih       |                    | Jayapura       |                                                          |
|                                  | Komando Daerah Militer XVIII/Kasuari           | Papua Barat        | Manokwari      |                                                          |
| Papua Barat Daya                 | Komando Daerah Militer XVIII/Kasuari           |                    | Manokwari      |                                                          |
|                                  | Komando Daerah Militer XIX/Lancang Kuning      | Riau               | Pekanbaru      |                                                          |
| Kepulauan Riau                   | Komando Daerah Militer XIX/Lancang Kuning      |                    | Pekanbaru      |                                                          |
|                                  | Komando Daerah Militer XX/Krakatau             | Bengkulu           | Bandar Lampung |                                                          |
| Lampung                          | Komando Daerah Militer XX/Krakatau             |                    | Bandar Lampung |                                                          |
|                                  | Komando Daerah Militer XXI/Tambun Bungai       | Kalimantan Selatan | Palangka Raya  |                                                          |
| Kalimantan Tengah                | Komando Daerah Militer XXI/Tambun Bungai       |                    | Palangka Raya  |                                                          |
|                                  | Komando Daerah Militer XXII/Tadulako           | Sulawesi Tengah    | Palu           |                                                          |
| Sulawesi Barat                   | Komando Daerah Militer XXII/Tadulako           |                    | Palu           |                                                          |
|                                  | Komando Daerah Militer XXIII/Anim Ti Waninggap | Papua Selatan      | Merauke        |                                                          |
|                                  | Komando Daerah Militer Jayakarta               | Jakarta            | Jakarta        | ehemals Komando Daerah Militer V/Jayakarta               |
|                                  | Komando Daerah Militer Iskandar Muda           | Aceh               | Banda Aceh     |                                                          |